# Сельское поселение «Деревня Лавровск»
Сельское поселение «Деревня Лавровск» — муниципальное образование в Козельском районе Калужской области.
Административный центр — деревня Лавровск.

## Населённые пункты
В состав сельского поселения входят 19 населённых пунктов:
- деревня Лавровск
- деревня Бобровка
- деревня Ваниловка
- деревня Гришинск
- деревня Дементеевка
- деревня Дубровка
- деревня Егорье
- село Заречье
- деревня Звягино
- село Ивановское
- деревня Новосёлки
- деревня Новоселье
- деревня Парфёново
- деревня Рядики
- станция Рядинки
- деревня Савинск
- деревня Староселье
- деревня Усово
- село Фроловское

## Население
| 2010 | 2012 | 2013 | 2014 | 2015 | 2016 | 2017 |
| ---- | ---- | ---- | ---- | ---- | ---- | ---- |
| 493  | ↘465 | ↘449 | ↘436 | ↘414 | ↘395 | ↗409 |
| 2018 | 2019 | 2020 | 2021 |      |      |      |
| ↘391 | ↘372 | ↘370 | ↗419 |      |      |      |